# ザ・ピップ
ザ・ピップ (The Pip) は、ロシア連邦国内から日中は5,448kHz、夜間は3,756kHzで送信される短波放送に短波受信家が付けたニックネームである。ザ・ピップは1日24時間連続して、毎分50回のビープ音を放送しており、時折ロシア語の音声メッセージが入る。ザ・ピップは、その独特のビープ音が初めて録音された1986年頃からずっと活動している。 
英語圏の短波受信家の間ではザ・ピップ (The Pip)、ロシアではドロップ (Капля、Kaplya、「落下」の意) と呼ばれている。正式名称やコールサインは不明だが、時折音声で 8S1Shch (キリル文字: 8С1Щ) というコードが入り、これが局名と考えられている。コールサインではない可能性もあるが識別には有効である。 ロシアの Radioscanner.ru は、この送信局の所有者はコールサイン "Akacia" の北カフカーズ軍管区通信センター (旧第72通信センター、"72 узел связи штаба СКВО") であるとしている。

## フォーマット
ザ・ピップの送信フォーマットは、姉妹局とみなされるザ・ブザー (UVB-76) と多くの点で類似しており、1分間に約50回の短いビープ音が連続的に送信される。送信周波数は日中5,448kHz、夜間3,756kHzであり、昼夜切換の時間は恐らく昼夜の時間変化に合わせて通年で変更されている。これは、日中には周波数が高いほど伝搬特性が良く、夜間には周波数が低いほど伝搬特性が良いためであると考えられる。 

### 音声メッセージ
ザ・ブザーと同様に、ビープ音を中断して符号化された音声メッセージが送信されることがある。メッセージフォーマットは2つあり、ロシア語の単語 для (dlya、"for" または "To") から始まるものは受信品質を評価するためのテストメッセージと考えられている。メッセージ自体は、以下のようにそれぞれが4つの数字または文字からなるコールサイン10個を含む。 
```
Для ЙХЬЙ ЗЬ1Б НИ9В ДМЦ3 49ФТ Ц2ЗА ЛИ27 ИННЦ ЩГЙП 8ЦЩЙ
 (To JH'J Z'1B NI9V DMC3 49FT C2ZA LI27 INNC ShchGJP 8CShchJ)
```

その後、"To" とコールサインが再び繰り返され、Как слышно?  (Kak slyshno?、「聞こえますか？」）で終わる。さらにコールサインが2回繰り返され、Приём! (Priyom!、"Over!") で終了する。もう一つは恐らく送信局自身のコールサインと思われる 8С1Щ (8S1Shch) から始まるもので、その後に2桁の数字、3桁の数字、ロシア語の符号語に数字2桁の組が4つ続く。 
```
8С1Щ 73 373 ВДЕВАНИЕ 84 56 22 35
 (8S1Shch 73 373 VDYeVANIE 84 56 22 35)
```

このメッセージはさらに4回繰り返され、Приём! (Priyom!、"Over!") で終わる。 

## 目的
ザ・ピップの目的は不明だが、さまざまな仮説が立てられており、同様のフォーマットを持つザ・ブザーやスクイーキー・ホイールを含む、より大きな無線中継システムまたは制御システムの一部であるとするものが多い。ザ・ピップで音声メッセージが送信されると、数分後にスクイーキー・ホイールでも音声メッセージが放送されることが多いことから、同じ組織が同じ目的のもとに運用していることが示唆される。スクイーキー・ホイールで音声メッセージが送信されている間、ザ・ピップの特徴的なビープ音が背景音に聞こえることもあり、これはザ・ピップとスクイーキー・ホイールが同じ建物、あるいは同じ室内で運用されている可能性をも示唆する。しかし、後に受信されたメッセージでは、このような類似点は現れなくなった。 